# MBC50ニュース
『MBC50ニュース』（エムビースィーゴーマルニュース）は、1987年（昭和62年）10月からMBCラジオ（南日本放送）で朝から夕方まで毎時50分（日本標準時）に放送されているローカルスポットニュース番組。

## 番組内容
全国ニュースと鹿児島県内のニュースを分けて伝えているが、全国ニュースは時事関連とスポーツ関連、鹿児島県内のニュースは時事関連とそれ以外のものとでさらに分けている。内容によっては全国と県内が逆になったり、全国ニュースだけになったりする場合がある。県内ニュースだけの場合もまれにある。ニュースの素材は全国全般は共同通信やJNNが、県内の時事関連は南日本新聞社から、県内の気象関連はMBCウェザーセンターから提供されているが、それ以外の県内における話題は、MBC報道部が取材したものが使われている。
南日本放送自体が予報業務許可事業者に平成5年8月豪雨の教訓で入っているため、気象関連の県内ニュース記事が他局よりも多い。
他に鹿児島県内の献血場所情報も伝えており、放送時間以降の献血場所を紹介している。最後には天気予報を伝えるが、時間の余り具合などで読まないこともあり、小澤達雄が担当していた時によく観られた。放送開始時のジングルは、放送開始以来一切変えていない。
MBCラジオの魅力の一つは、情報がきちっと解る事なのではないかという思いから、始まれば何時50分だとわかる番組をと藤原一彦が企画し開始された。

## 出演者
MBCテレビでは若手のアナウンサーが主にニュースを担当するが、ラジオで放送されるこのニュースはアナウンサー全員がシフトで担当している。新人アナウンサーやレギュラーを全く持っていないアナウンサーは、テレビやラジオの『MBCニュース』とともに特に多く担当している。希に元アナウンサーも担当することもあり、2017年（平成29年）11月以降は植田美千代が該当し、月曜と木曜の午後のパートのみを担当する。ニュースを読み上げた後には担当アナウンサーが自身の名前を告げるが、名乗らないこともある。植田や小澤が担当した場合には一切名乗らない。

## 放送時間
一部の10分枠に限り、特記がある場合はニュースや天気予報以外の内容を表し、道路交通情報は冒頭、それ以外はニュースパート終了後に入る。5分枠やそれらに該当しない10分枠の場合は、伝える内容は全てニュースと天気予報になる。かつては平日のみに5分枠と10分枠が混在する時間帯もあり、5分枠と同様の対応をとっていたが、こちらは全て5分枠に統一されている。
2019年（令和2年）10月改編以降、MBCラジオのフィラーではない自社制作5分番組は原則として一社提供のローカルルールとなっているため、当番組でもそれに倣い、10分枠が複数社、5分枠が一社の提供となっている。平日10分枠の提供スポンサーは、全曜日と特定の曜日のみが混在する。この措置の関係で、5分枠の提供スポンサーのうち、一部の長期提供スポンサーは降板を余儀なくされている。週末など、全ての時間帯に渡って提供しているスポンサーや、特定の時間枠に期間限定で提供するスポンサーの場合、提供中は5分枠であっても必然的に複数社提供となる。

### 平日
8時台 - 17時台に放送。
- 8時 『モーニングスマイル』でのコーナーで、モーニングスマイルでMCを行うアナウンサーが担当。
  - 献血場所情報

タイムテーブルの表記は8:50であり、タイトルの性質上、この時間が最低放送時間となっているが、直前のポニーメイツによるメインレポートの中継時間による流れによって8:51 - 8:53にまでずれ込む場合が多い。この番組で唯一展望スタジオからの放送となっており、本ワイド番組を担当している局アナがそのまま担当。天気予報の挿入無し。
『ゆーすけ・かおりのMorningPalette』の頃には、ニュース部分は岡田祐介、献血情報部分は古山かおりが担当していた。『むっちゃんのきょうも元気にChi・Ka・Raこぶ』の頃には、通常はアシスタントの女性アナウンサーが行っていたが、猪俣睦彦しかスタジオにいない場合は50ニュースの部分もスポーツニュース担当の男性アナウンサーが引き続き行っていた。
- 9時 5分枠。南薩食鳥の提供
- 10時 10分枠。『えっちゃんのたんぽぽ倶楽部』に内包
  - 鹿児島市消防局からの鹿児島市内の火災および救急車の出動件数情報とお知らせ（祝日はお知らせの部分のみを担当アナウンサーが代読）
- 11時 10分枠。『えっちゃんのたんぽぽ倶楽部』に内包
  - 献血場所情報
- 12時 5分枠。仏壇のふるやしきの提供
- 13時 5分枠。『城山スズメ』に内包。鹿児島三井中央クリニックの提供
- 14時 10分枠。『城山スズメ』に内包。提供スポンサーは月曜日から金曜が餃子の丸岡、草と共に生きるオーレック、トヨタレンタリース鹿児島
  - メジャーリーグ情報（不定期） - 日本人メジャーリーガー在籍チームの目線で伝えるもので、たんぽぽ倶楽部からスポンサーごと移行したもの。
  - 鹿児島県警交通課からの交通事故の件数情報、死亡事故が発生した場合には事故の詳細情報とそれ関連のお知らせ[注釈 6]
  - イベント情報
- 15時 10分枠。『城山スズメ』に内包。提供スポンサーは月曜日→セイカ食品、仁田尾の知覧茶園、プラッセ＆だいわの提供　火曜日→セイカ食品、仁田尾の知覧茶園、大隅ミート産業の提供　水曜日→セイカ食品、仁田尾の知覧茶園の提供　木曜日→セイカ食品、仁田尾の知覧茶園、大隅ミート産業、オートバックスの提供　金曜日→セイカ食品、仁田尾の知覧茶園、大隅ミート産業、小川食品の提供
  -     - 平日の当番組のうち、鹿児島県内のニュースが一番多く、ほぼ毎日入っている。ニュース部分の全内容が県内ニュースの場合も他の時間帯よりも多い。
- 16時 5分枠。提供スポンサー月曜日から金曜日すべてが上村葬祭の提供
- 17時 5分枠。提供スポンサー月曜日から金曜日すべてが本格焼酎薩摩無双の提供
  - 交通情報

### 土曜
8時台 - 11時台・13時台 - 14時台に放送。
- 8時 10分枠。主な担当アナウンサーは城光寺剛
  - 交通情報
  - 献血場所情報
- 9時 10分枠。『二見いすずの土曜ラジオ!』（第1部）に内包。主な担当アナウンサーは城光寺剛
- 10時 5分枠。主な担当アナウンサーは古川廣生
- 11時 10分枠。『二見いすずの土曜ラジオ!』（第2部）に内包。主な担当アナウンサーは古川廣生
  - 献血場所情報
- 13時 5分枠。『青だよ!たくちゃん!』に内包。主な担当アナウンサーは古川廣生
- 14時 5分枠。青だよ!たくちゃん!』に内包。主な担当アナウンサーは古川廣生

### 日曜日
7時台・11時台 - 12時台・15時台に放送。
- 7時 5分枠。主な担当アナウンサーは上塘百合恵。[注釈 7]
  - 献血場所情報
- 11時 10分枠。『たけまる商店 営業中!』に内包。主な担当アナウンサーは城光寺剛
  - 献血場所情報
- 12時 10分枠。主な担当アナウンサーは城光寺剛
- 15時 5分枠。『岩﨑弘志のてゲてゲハイスクール→ハウス』に内包。主な担当アナウンサーは城光寺剛